# Sverigeesternas Riksförbund
Sverigeesternas Riksförbund är sverigeesternas centralorgan i Sverige sedan 1956. 2018 hade riksförbundet 10 avdelningar runt om i landet  och 18 lokala föreningar med ca 2500 medlemmar.  

## Historia[1]
Sverigeesternas organiserade verksamhet har en lång historia. Svensk-estniska föreningen med 184 medlemmar verkade i Stockholm redan 1930. 1932 grundades Stockholms estniska förening. Under andra världskriget kom 32 000 båtflyktingar till Sverige av vilka 25 000 var ester och 7000 estlandssvenskar. 1944 grundades Estniska Kommittén, 1946 Estniska Nationalfonden och 1947 Estniska Nationalrådet.
1950-talet deltog sverigeesterna i att organisera världens ester inom Fria Esters Världscentralorganisation (VEKO); den senare Världsestniska Centralrådet (ÜEKN). När VEKO avvecklades skapades en demokratiskt vald folkrepresentation för Sveriges estniska minoritet. Kulturautonomier som minoritetsfolken i det fria Estland hade haft blev som en förebild till detta. Den estniska flyktinggruppen utgjorde ju en etnisk minoritet i Sverige. Innan genomfördes en folkomröstning bland Sveriges ester, där över 5000 personer röstade positivt.
19-28 maj 1956 blev de första allmänna valen till Esternas Representation i Sverige (REE). För att genomföra valen bildades valkommissioner i de städer med ett större antal estniska invånare. I röstlängderna  fanns ca 17 000 ester av vilka 5 101 deltog i valet. Till representantskapet med 100 platser kandiderade 174 personer.
29-30 september 1956 hölls REE:s representantskaps – sverigeesternas parlaments – första sammanträde, bildades en rad utskott, som t.ex. politiska utrikes- och hemlandsutskottet, utskotten för kultur, ungdomsarbete och skola, utskott för att lösa ekonomiska, organisatoriska och juridiska frågor. Verksamheten finansierades genom insamlingar och ett årligt lotteri. En gemensam uppgift var att försvara sverigeesternas nationella, kulturella och sociala intressen, kämpa för Estlands frigörelse.  
1957 grundades tidskriften ”Rahvuslik Kontakt”. 1959-1971 arrangerades sommarkurser för ungdomar i Gimo. 1962 gav man ut den första årliga kulturpriset. 1971 inledde Estniska Kulturarkivet sitt arbete.
1976 införde svenska staten en ny minoritetspolitik och började dela ut statsunderstöd till minoriteter, man utgick ifrån minoritetsgruppens storlek. Den undre gränsen var 3000 medlemmar som stödjer organisation med en viss summa (då minst 5 kronor) om året. Av de estniska centralorganisationerna uppfylldes detta krav av Estniska Kommittén, som med tiden utvecklades till en paraplyorganisation, och även REE.
Den politiska kampen nådde sin höjdpunkt i slutet av åttiotalet, då det nationella uppvaknandet tagit fart i Estland. REE anordnade 1988-1991 Ungas Folkhögskola i Metsakodu om demokratins grunder. Man började arrangera demonstrationer på årsdagen för Molotov-Ribbentrop-pakten den 23 augusti utanför Sovjetunionens ambassad, 1990-1991 samlades man varje måndag på Norrmalmstorg tillsammans med letterna och litauerna. Fokus låg på de baltiska staternas befrielse från Sovjetunionens grepp.

### Esternas Representation i Sverige blir Sverigeesternas Förbund
Efter Estlands återbefrielse genomlevdes en identitetskris i de estniska centralorganisationerna i Sverige. Esternas Representation i Sverige fick 1993 ett besked från Invandrarverket att det inte längre behövs en ”exilregering” eftersom Estland är fritt. Därför skulle man inte längre dela ut något statligt understöd. Då omvandlades REE till en medlemsorganisation representerande Sveriges ester såsom en etnisk minoritet. 
Stadgarna ändrades och på 1994 års vårsammanträde omvandlades REE till Sverigeesternas Förbund (REL) med 2 000 betalande medlemmar. Val till representantskapet fortsatte att hållas vart fjärde år, varvid Sverige delades in i sex valdistrikt och representantskapet bantades ner till 40 ombud. De senaste valen hölls 2014, nästa kommer att hållas 2018. Sverigeesternas Riksförbund är numera den enda rikstäckande estniska centralorganisation. Vart fjärde år sammankallar REL vid behov Sveriges aktiva estniska organisationer för att diskutera landsomfattande frågor rörande den estniska minoriteten.

## Avdelningar[4]
- REL i Södra Sverige
- REL i Göteborg
- REL i Borås
- REL Mellersta Sverige
- REL Östergötland
- REL Gotland
- REL Stockholm
- REL Nynäshamn
- REL Norra Sverige
- REL Norrland

## Lokala föreningar[5]
- Estniska Föreningen i Lund
- Estniska Språkklubben i Göteborg
- Estniska Språkklubben i Borås
- Hjälporganisationen för estniska barn” ELA i Kärr Sämstad
- Estniska Scoutledar Förbundet
- Göteborgs Estniska Kör
- Basketklubb Narva veteraner
- Eskilstuna Estniska Förening
- Vänförening Eskilstuna-Haapsalu
- Föreningen Estetic
- Estniska Kulturskolan i Stockholm
- Stockholms Estniska Kör
- Föreningen ESTIVAL
- Estniska Etnografiska Föreningen Triinu
- Estniska Förskolan i Stockholm
- Stockholms Estniska Skolas Seniorer
- Estniska Lärdomssällskapet i Sverige
- Estniska Golfföreningen i Sverige